# Kalovice
Kalovice (německy Kalwitz) je vesnice, část města Úštěk v okrese Litoměřice. Nachází se asi 5,5 kilometru jihovýchodně od Úštěku. Kalovice je také název katastrálního území o rozloze 3,85 km².

## Historie
První písemná zmínka o vesnici pochází z roku 1390. Nachází se zde pomník obětem první světové války.

## Obyvatelstvo
Při sčítání lidu v roce 1921 zde žilo 177 obyvatel (z toho 86 mužů), z nichž byli tři Čechoslováci a 174 Němců. Kromě jednoho evangelíka byli římskými katolíky. Podle sčítání lidu z roku 1930 měla vesnice 179 obyvatel: dva Čechoslováky a 177 Němců. Všichni se hlásili k římskokatolické církvi.
|           | 1869 | 1880 | 1890 | 1900 | 1910 | 1921 | 1930 | 1950 | 1961 | 1970 | 1980 | 1991 | 2001 | 2011 |
| --------- | ---- | ---- | ---- | ---- | ---- | ---- | ---- | ---- | ---- | ---- | ---- | ---- | ---- | ---- |
| Obyvatelé | 197  | 205  | 204  | 191  | 191  | 177  | 179  | 124  | 107  | 81   | 71   | 48   | 29   | 47   |
| Domy      | 31   | 32   | 32   | 33   | 34   | 34   | 37   | 32   | 19   | 21   | 18   | 23   | 25   | 15   |

## Pamětihodnosti
- Usedlosti čp. 7 a 27